# Església parroquial de Sant Pere Apòstol de Sueca
L'Església arxiprestal de Sant Pere Apòstol, de Sueca, està situada a la Plaça de Sant Pere de la ciutat de Sueca, a la comarca de la Ribera Baixa, a la província de València. Està catalogada com a Bé d'interès cultural, amb número d'anotació ministerial: RI-51-0004771.

## Descripció historicoartística
Aquesta església pot considerar-se d'origen romànic, encara que al llarg del temps ha sofert grans remodelacions i ampliacions. Hi ha documents que acrediten que l'església posseïa un retaule  gòtic de finals del segle xiv, que no es troba en l'actualitat, doncs en 1550 va ser substituït per un renaixentista més acord amb els gustos de l'època i l'autoria podria considerar-se del grup de Vicent Macip o de Joan de Joanes. És també durant el segle xvi quan es procedeix a l'ampliació del temple. Més tard, entrats al segle xviii, es torna a substituir el retaule per un de nou obra d'Andrés Robles, encara que tampoc aquest va arribar a nosaltres, doncs va ser al seu torn substituït per un altre en 1929, que fou destruït als primers dies de la Guerra Civil espanyola a 1936. Ja en la postguerra es construí l'actual altar major.
L'estructura de l'església té tres naus, dividides en quatre trams, amb creuer que destaca en planta (i que té una gran cúpula sobre tambor octogonal que descansa en petxines), i una capçalera amb girola. La Capella de la Comunió és al centre de l'absis, la qual també posseeix una cúpula semblant a la del creuer.
L'interior està decorat amb marbres de diferents colors.
També té una torre campanar que s'aixeca en el quart tram del costat de l'Evangeli, i que alguns autors (F. Garín) consideren obra de cap a 1700. Té cinc cossos, sent el tercer el de campanes i els dos últims de menor grandària a manera de rematada. Està fabricat en maó i pedres. Presenta un sòcol de carreus, i en la part superior un ampit de pedra rematat amb piràmides i boles que forma un pas per tot el perímetre.

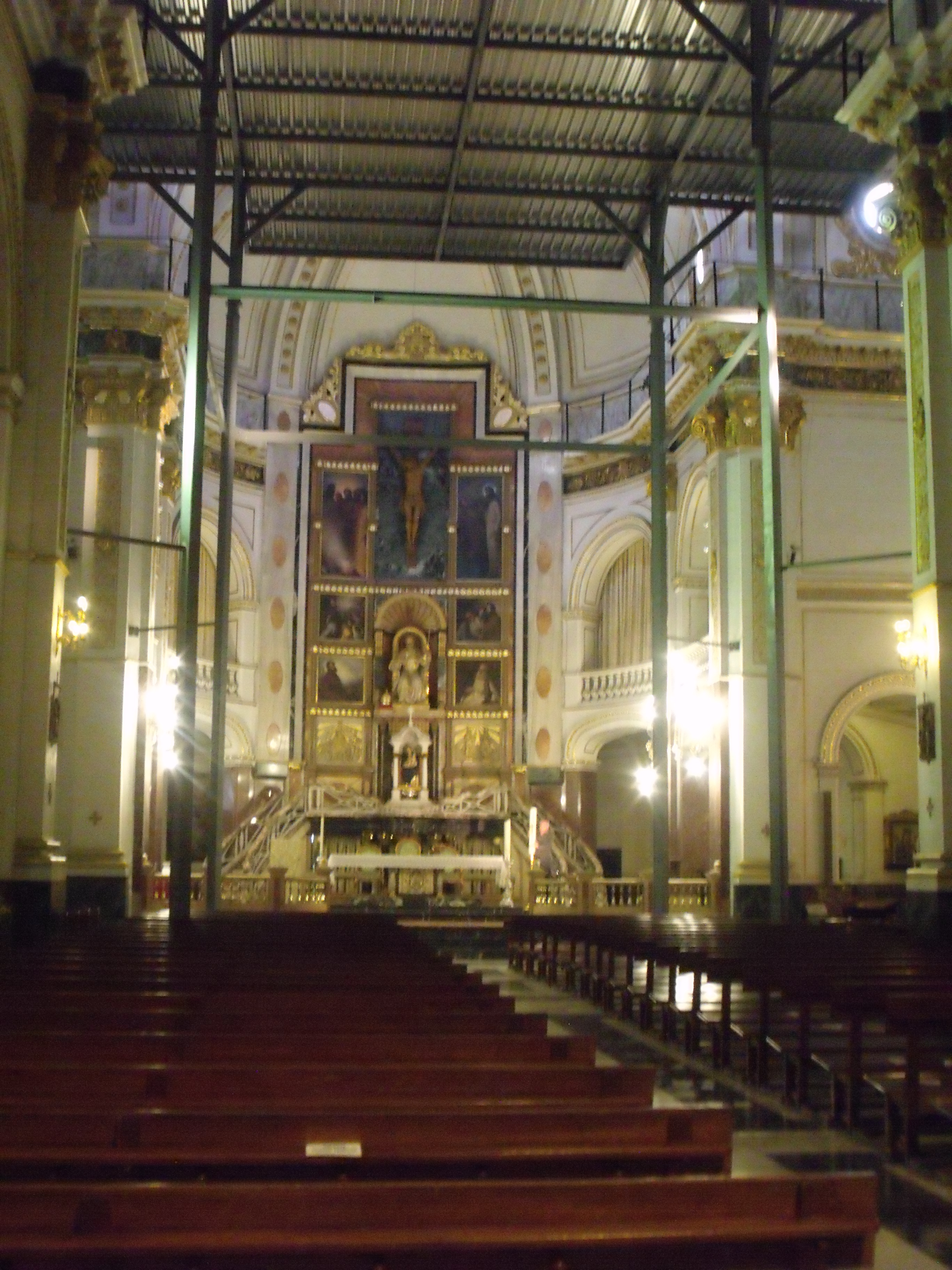
Nau central
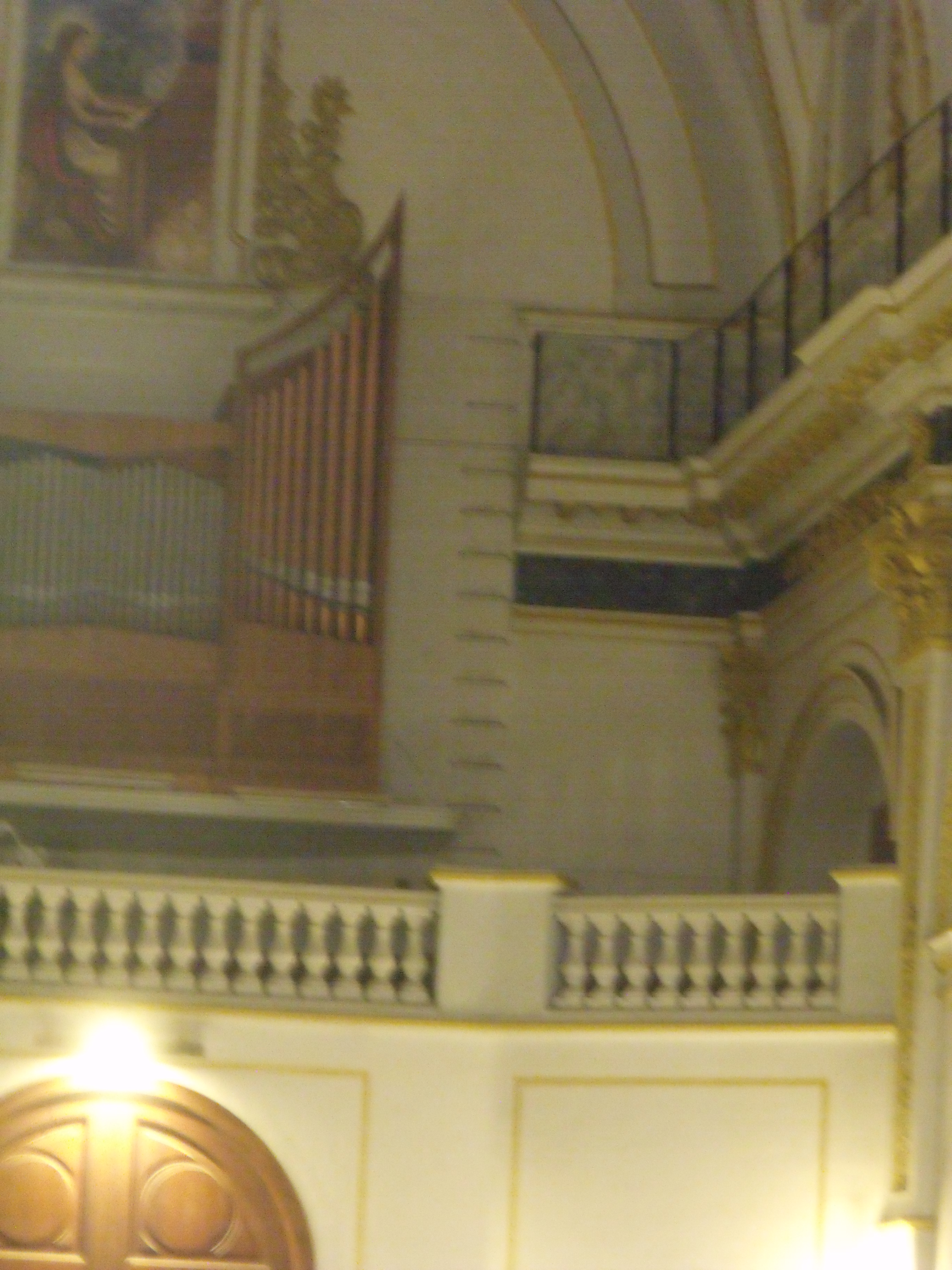
Detall cor alt
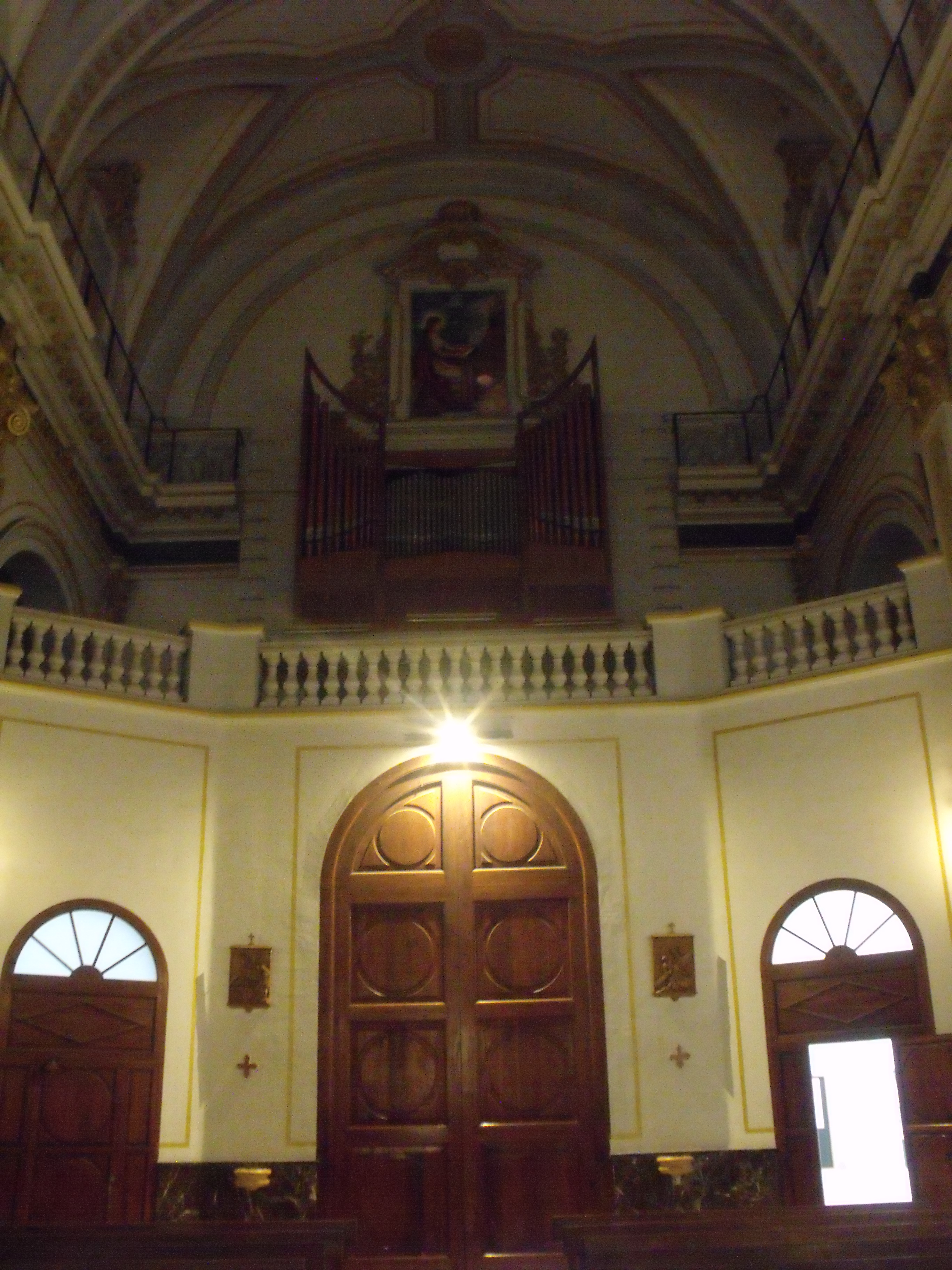
Cor alt
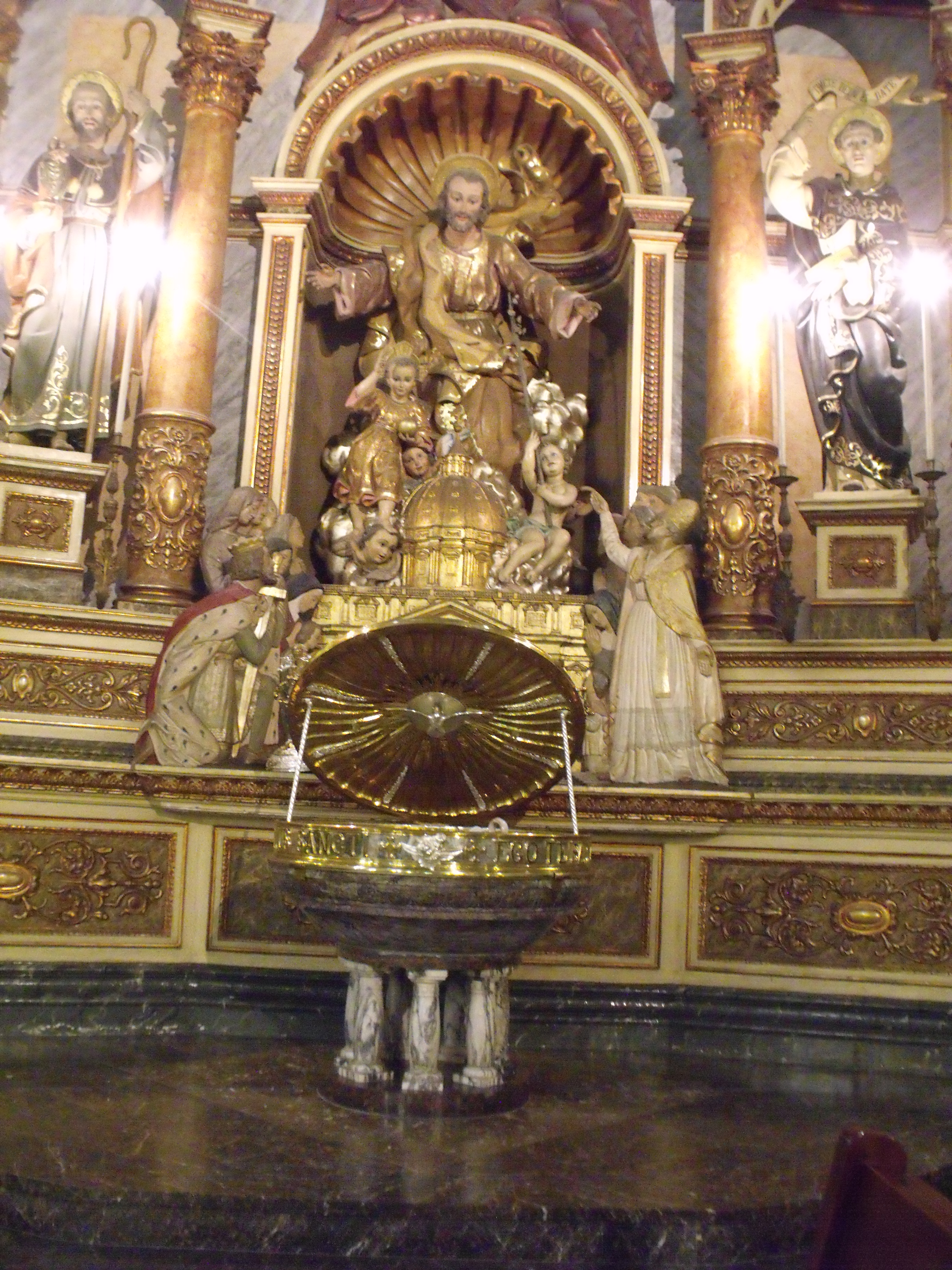
Pica baptismal
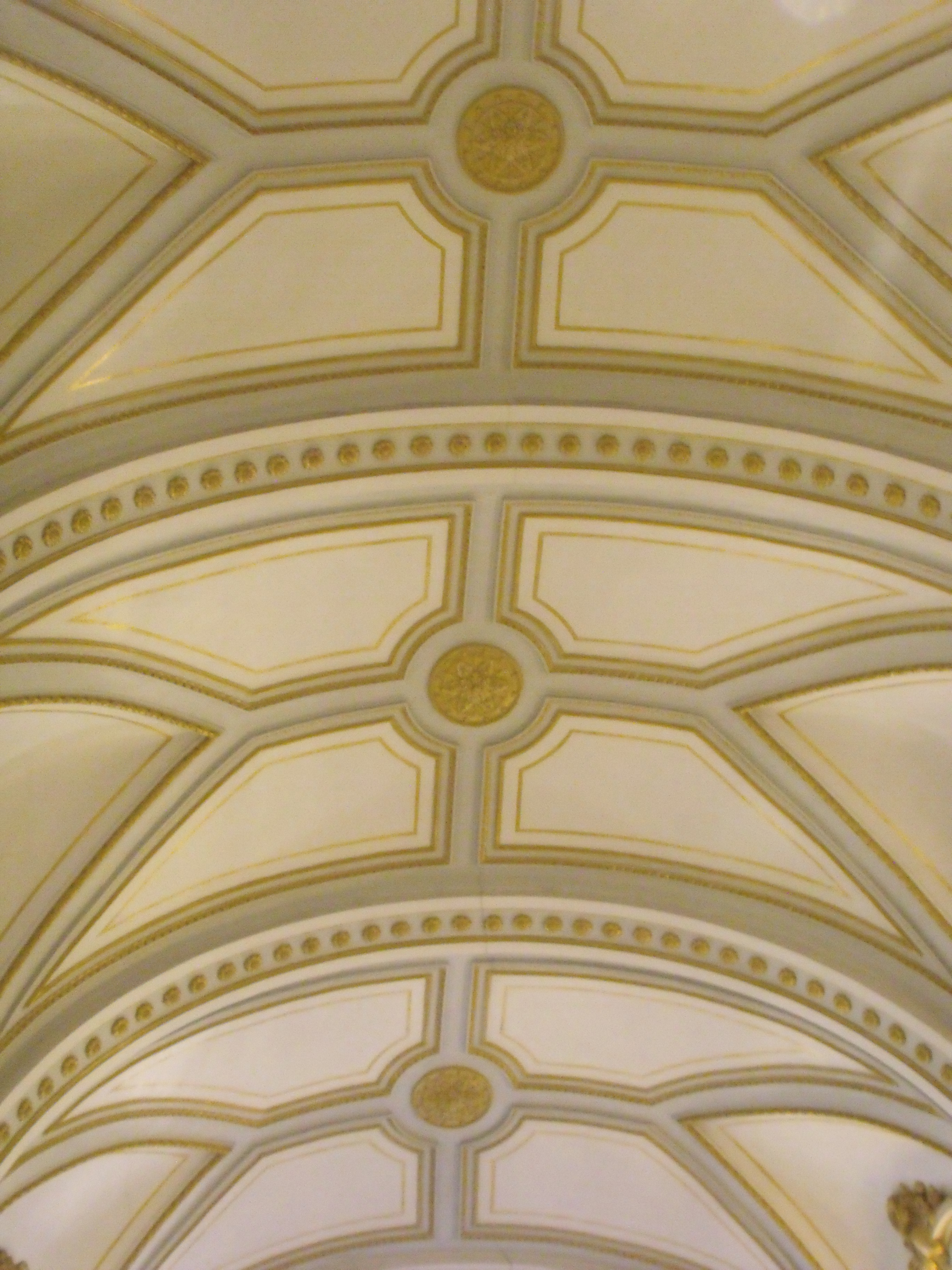
detall volta nau central
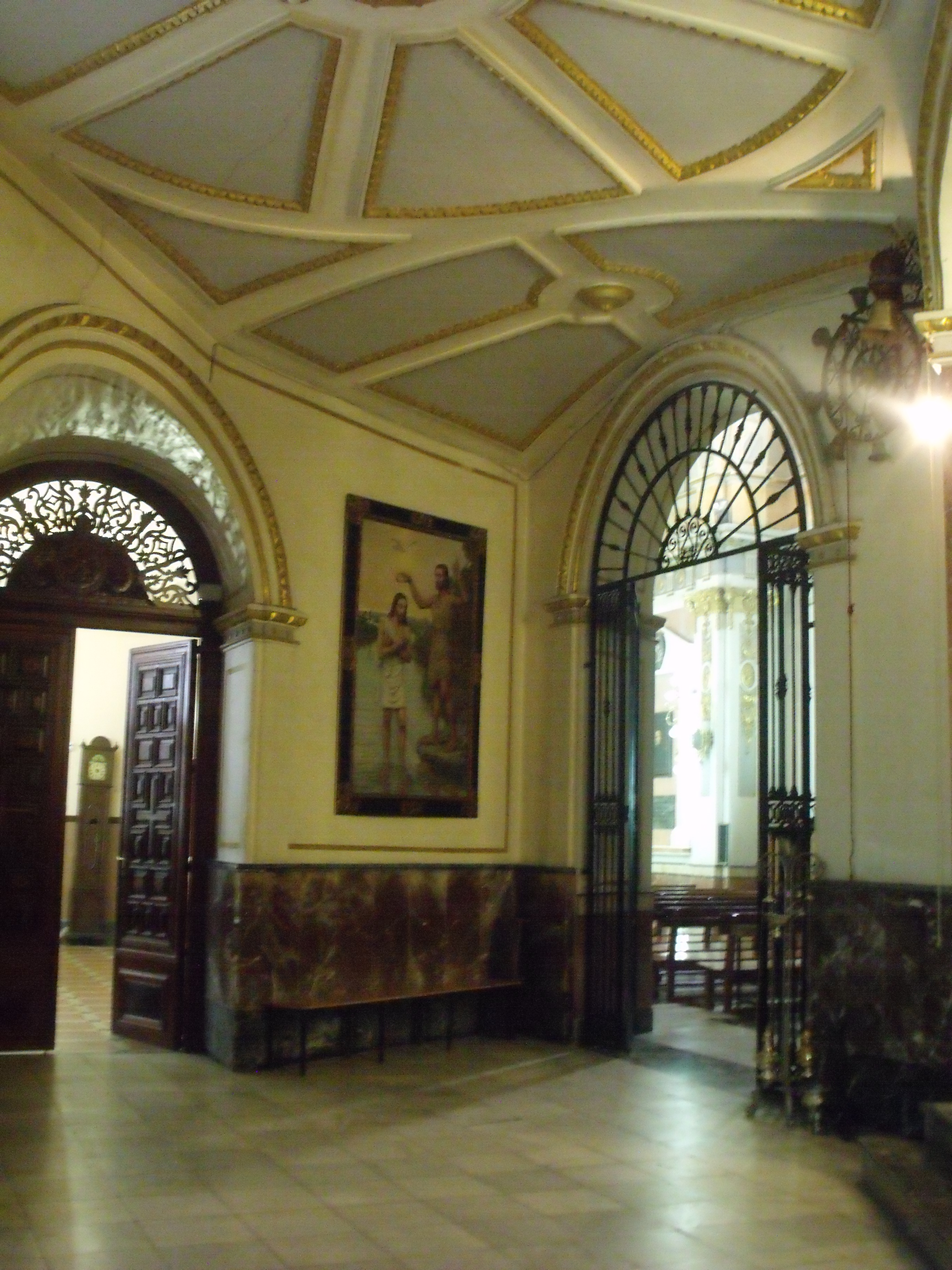
Girola
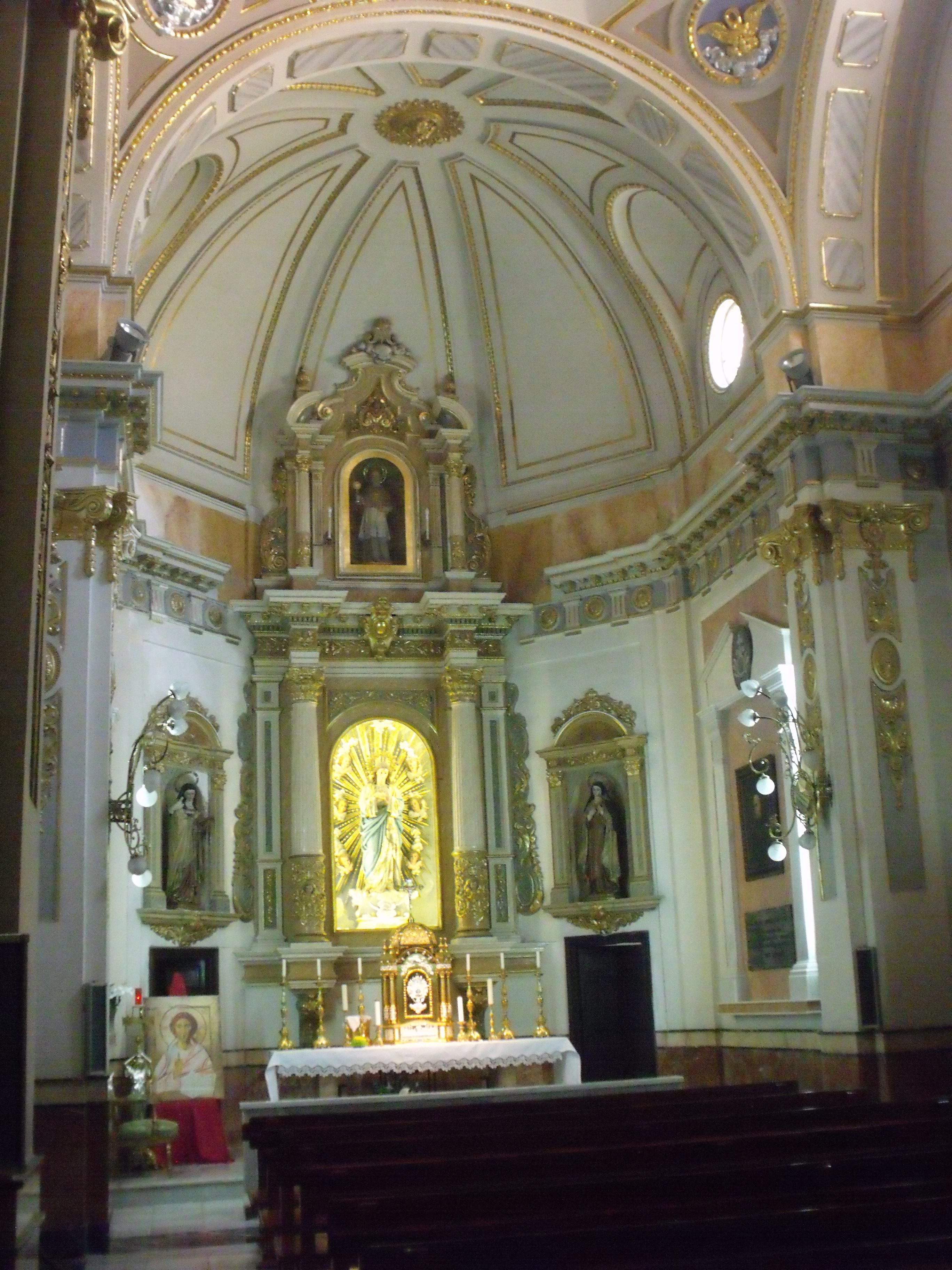
Capella de la comunió

A principis del segle xx la façana va ser coberta, i té dues torres. La part central de la façana té dos cossos, en l'inferior es troba la porta d'accés a través d'un arc de mig punt peraltat, emmarcada per sengles columnes. En el cos superior hi ha una gran òcul cegat en què se situa la imatge del sant titular (Sant Pere). Aquesta part central està rematada per un frontó triangular coronat per piràmides. Mentre les torres laterals tenen tres cossos i presenten nínxols buits, estant rematada la coberta de les torres amb teula blava igual que la cúpula.